# Workin' Together
Workin' Together è un album in studio del duo musicale statunitense Ike & Tina Turner, pubblicato nel 1970.

## Tracce
Tutti i testi e le musiche sono di Ike Turner eccetto dove indicato.
1. Workin' Together – 3:36
2. (As Long As I Can) Get You Where I Want You – 2:25 (George Jackson, Raymond Moore)
3. Get Back – 3:15 (John Lennon, Paul McCartney)
4. The Way You Love Me – 2:38
5. You Can Have It – 3:28
6. Game of Love – 2:47
7. Funkier Than a Mosquita's Tweeter – 2:40 (Alliene Bullock)
8. Ooh Poo Pah Doo – 3:35 (Jesse Hill)
9. Proud Mary – 4:48 (John Fogerty)
10. Goodbye, So Long – 1:56
11. Let It Be – 3:15 (Lennon, McCartney)